# Carlos Colón Jr.
Carlos Edwin Colón Coates Jr. (San Juan (Puerto Rico), 21 februari 1979), beter bekend als Carlito, is een Amerikaans professioneel worstelaar die sinds 2023 actief is in de World Wrestling Entertainment.
Carlos staat bekend onder de Colón worstelfamilie. Hij is de zoon van Carlos Colón. Van 1999 tot aan 2003 werkte Carlos voor World Wrestling Council (WWC), een Puerto Ricaanse worstelorganisatie die opgericht werd door zijn vader. Hij is een 17-voudig WWC Universal Heavyweight Champion en een voormalige WWC Puerto Rico Heavyweight Champion.

## Persoonlijk leven
Carlito's vader Carlos Colón, is een worstellegende en heeft zijn zonen en dochter in contact gebracht met deze sport. Hij heeft een broer, Eddie en een zus, Stacy Colón, die beiden ook actief zijn in het worstelen.

## In worstelen
- Finishers
  - Backstabber / Backcracker (Double knee backbreaker)

- Signature moves
  - Figure four leglock
  - Outward rolling cutter
  - Overdrive
  - Backflip over a standing opponent from off the top rope, sometimes leading into the Backstabber / Backcracker
  - Flowing DDT
  - Frankensteiner
  - Japanese arm drag
  - Lifting reverse STO
  - Running knee lift to the side of a kneeling opponent's head followed by a running clothesline
  - Spinebuster
  - Springboard corkscrew senton followed by a springboard moonsault
  - Springboard back elbow
  - Springboard or a standing moonsault
  - Whiplash

## Prestaties
- World Wrestling Council
  - WWC Puerto Rico Heavyweight Championship (1 keer)
  - WWC Caribbean Heavyweight Championship (1 keer)
  - WWC Universal Heavyweight Championship (17 keer)
  - WWC World Tag Team Championship (2 keer) – met Eddie Colón (1) met Konnan (1)
- World Wrestling Entertainment
  - WWE United States Championship (1 keer)[3]
  - WWE Intercontinental Championship (1 keer)[4]
  - WWE Tag Team Championship (1 keer) – met Primo
  - World Tag Team Championship (1 keer) – met Primo